# 伽倻语
伽倻语是朝鲜半岛三国时期伽倻使用的语言，在伽倻被新罗灭国后消亡。
伽倻是当时半岛南部的一个城邦联盟。伽倻语只能通过流传至今的十三个地名词汇而证实它的存在，但伽倻语与早先的语言存在的关联性却是无法确定的。

## 名称
“伽倻”还有“加耶”（Kaya）或“伽落”（Karak）的变体，最老的是“加罗”（中古汉语kæla）。:40
8世纪日本史书《日本书纪》称其为Kara和Mimana。:46
白桂思为假设的日本语系造出术语“前伽倻语”，它分布在朝鲜半岛南部，在弥生时代（公元前4世纪）一些移民前往九州岛，后来发展为上古日语。:28

## 弁韩
朝鲜半岛南部最早的记录是在中国史书中。
《三国志·乌丸鲜卑东夷传》(3世纪晚期)和《后汉书·东夷列传》(5世纪)给出了几个三韩（马韩、弁韩和辰韩）的平行例子，其后被百济、伽倻和新罗取代。:97–98:34
据称马韩和辰韩的语言不同。《三国志》认为弁韩语和辰韩语相似，但《后汉书》则认为它们不同。:35–36
《三国志》列出12个弁韩地名，以下以汉代音系的拟音写出：:110, 112
- *mieliɑi-mietoŋ (彌離彌凍)
- *tsiapdɑ (接塗)
- *kɑtsi-mietoŋ (古資彌凍)
- *kɑtśuindźe (古淳是)
- *pɑnlɑ (半路)
- *lɑknɑ (樂奴)
- *mieʔɑ-jama (彌烏邪馬)
- *kɑmlɑ (甘路)
- *koja (狗邪)
- *tsodzouma (走漕馬)
- *ʔɑnja (安邪)
- *dokliɑ (瀆盧)

3个长名字包含后缀。
萨缪尔·马丁指出，后缀*-mietoŋ（另见于辰韩人名）与晚期中世朝鲜语mith和原始日语*mətə，均意为“底”。
后缀*-jama和原始日语*jama“山”。:153

## 伽倻国
至4世纪，弁韩已被伽倻取代。:36伽倻和朝鲜半岛北部的汉四郡和日本开展过广泛的贸易，在6世纪被新罗吞并。:46
目前大部分对伽倻的知识来自朝鲜三国时代文言文史书《三国史记》（1145），是从新罗、高句丽和百济的史书中编辑整理而成。:37
《三国史记》杂志第三到第五分别介绍新罗、百济、高句丽地理。其范围涵盖新罗668年统一后的地域，以前的地名以8世纪景德王时期标准化的2字汉字语记录。:37–38这其中《杂志第三》介绍了一些伽倻故地的地名，但对它们的解释尚有争议。:14–15, 40:192–193
唯一一个直接解释伽倻词汇的例子在同一章的注解中：
旃檀梁，城門名。加羅語謂門爲梁云。
“梁”用来写新罗语“山脊”，这个词在中古朝鲜语中是twol 돌“山梁”，这说明伽倻语“门”可能也接近于“twol”。它看上去很像上古日语to1(现代日语“戸”to)“门”。:40:46–47

## 分类
白桂思基于与日本语系相关的地名，给出如下分类。
- 日本语系
  - 弥生语
    - 日语
    - 伽耶語（依地名）†

  - 琉球语

### 引用
- Beckwith, Christopher I., , Brill, 2004, ISBN 978-90-04-13949-7.
- Byington, Mark E.; Barnes, Gina,  (PDF), Crossroads, 2014, 9: 97–112  [2023-11-22], （原始内容 (PDF)存档于2020-06-06）.
- Lee, Ki-Moon; Ramsey, S. Robert, , Cambridge University Press, 2011, ISBN 978-1-139-49448-9.
- Schuessler, Axel, , Honolulu: University of Hawaii Press, 2007, ISBN 978-0-8248-2975-9.
- Toh, Soo-Hee, , Studies in the Linguistic Sciences, 1986, 16 (2): 185–201.
- Whitman, John, , Rice, 2011, 4 (3–4): 149–158, doi:10.1007/s12284-011-9080-0 .